# 拉科維察鄉 (沃爾恰縣)
45°25′N 24°19′E / 45.417°N 24.317°E
拉科維察鄉（羅馬尼亞語：Comuna Racovița, Vâlcea），是羅馬尼亞的鄉份，位於該國西南部，由沃爾恰縣負責管轄，面積58平方公里，海拔高度412米，2002年人口1,878，人口密度每平方公里32人。